# Spaanse parlementsverkiezingen 1936
De Spaanse parlementsverkiezingen van 1936 vonden op 16 februari van dat jaar plaats en werden gewonnen door het linkse Frente Popular (Volksfront), een kartel van sociaaldemocratische, communistische, republikeinse en progressief-liberale partijen. Het Frente Popular veroverde een absolute meerderheid in het uit één Kamer bestaande parlement, de Cortes Generales. De grootste individuele partij binnen het volksfront was de sociaaldemocratische PSOE. De tegenstanders van het volksfront, de rechtse alliantie die werd gedomineerd door de overwegend katholieke en corporatieve CEDA verloor licht.

## Uitslag
De verkiezingen waren in februari, de definitieve uitslag volgde evenwel pas in mei.
| Politieke partij | Politieke partij                                                                                   | Percentage | Zetels1 | Verschil |
| ---------------- | -------------------------------------------------------------------------------------------------- | ---------- | ------- | -------- |
|                  | Partido Socialista Obrero Español (PSOE) (Socialistische Arbeiderspartij van Spanje)               | 20,9%      | 99      | 40       |
|                  | Izquierda Republicana (IR) (Linkse Republikeinen)                                                  | 18,4%      | 87      | -        |
|                  | Unión Republicana (UR) (Republikeinse Unie)                                                        | 7,8%       | 37      | -        |
|                  | Esquerra Republicana de Catalunya (ERC) (Linkse Republikeinen van Catalonië)                       | 4,4%       | 21      | 4        |
|                  | Partido Comunista de España (PCE) (Communistische Partij van Spanje)                               | 3,5%       | 17      | 16       |
|                  | Acció Catalana (AC) (Catalaanse Actie)                                                             | 1,1%       | 5       | 5        |
|                  | Unió Socialista de Catalunya (USC) (Socialistische Unie van Catalonië)                             | 0,8%       | 3       | 1        |
|                  | Partido Galeguista (PG) (Gallicische Partij)                                                       | 0,6%       | 3       | 3        |
|                  | Partit Nacionalista Republicà d'Esquerra (PNRE) (Partij voor de Nationalistische Linkse Republiek) | 0,4%       | 2       | 2        |
|                  | Unió de Rabassaires (UR) (Unie van de Wijnbouwers)                                                 | 0,4%       | 2       | 1        |
|                  | Partido Republicano Democrático Federal (PRDF) (Democratisch Federale Republikeinse Partij)        | 0,4%       | 2       | 2        |
|                  | Republicanos independientes de Izquierdas (Onafhankelijke Linkse Republikeinen)                    | 0,6%       | 3       | 3        |
|                  | Partit Català Proletari (PCP) (Catalaanse Proletarische Partij)                                    | 0,2%       | 1       | 1        |
|                  | Esquerra Valenciana (EV) (Links Valencia)                                                          | 0,2%       | 1       | 1        |
|                  | Partido Obrero de Unificación Marxista (POUM) (Marxistische Verenigde Arbeiderspartij)             | 0,2%       | 1       | 1        |
|                  | Partido Sindicalista (PS) (Syndicalistische Partij)                                                | 0,2%       | 1       | 1        |
|                  | Partido Sindicalista Independiente (PSI) (Onafhankelijke Syndicalistische Partij)                  | 0,2%       | 1       | 1        |
|                  | Totaal Frente Popular                                                                              | 47,3%      | 285     | -        |
|                  | Confederación Española de Derechas Autónomas (CEDA) (Spaanse Confederatie van Rechtse Autonomen)   | 18,6%      | 88      | 27       |
|                  | Comunión Tradicionalista (CT) (Gemeenschap van Traditionalisten)                                   | 1,9%       | 9       | 2        |
|                  | Renovación Española (RE) (Spaanse Renovatie)                                                       | 2,5%       | 12      | 2        |
|                  | Partido Agrario Español (PAE) (Agrarische Partij van Spanje)                                       | 2,1%       | 10      | 20       |
|                  | Independientes derechistas (Rechtse Onafhankelijken)                                               | 1,5%       | 7       | 11       |
|                  | Partido Republicano Conservador (PRC) (Conservatieve Republikeinse Partij)                         | 0,4%       | 2       | 14       |
|                  | Partido Nacionalista Español (PNE) (Nationalistische Partij van Spanje)                            | 0,2%       | 1       | Stabiel  |
|                  | Totaal Kandidaten van Rechts                                                                       | 46,48%     | 131     | -        |
|                  | Partido del Centro Democrático (PCD) (Centrum-Democratische Partij)                                | 3,5%       | 17      | -        |
|                  | Euzko Alderdi Jeltzalea-Partido Nacionalista Vasco (EAJ-PNV) (Baskische Nationalistische Partij)   | 1,6%       | 9       | 2        |
|                  | Lliga Catalana (Catalaanse Liga)                                                                   | 2,5%       | 12      | 12       |
|                  | Partido Republicano Radical (PRR)2 (Radicale Republikeinse Partij)                                 | 1,1%       | 5       | 97       |
|                  | Partido Republicano Progresista (PRP) (Progressieve Republikeinse Partij)                          | 1,2%       | 6       | 3        |
|                  | Partido Republicano Liberal Demócrata (PRLD) (Liberaal-Democratische Republikeinse Partij)         | 0,4%       | 2       | 17       |
|                  | Totaal Kandidaten van het Centrum                                                                  | 9,3%       | 42      | -        |
|                  | Falange Española (Spaanse Falange)                                                                 | 1,1%       | 0       | 1        |
|                  | Totaal                                                                                             | -          | 472     | -        |

Aantekeningen:
1 Hier worden alleen de definitieve uitslagen van mei 1936 gegeven.
2 Sommige kandidaten van de PRR stonden op de lijst van de CEDA.

## Nasleep

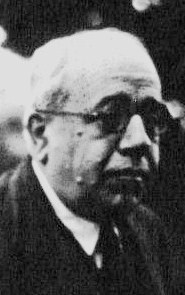
Premier Manuel Azaña (1880-1940)

Na de verkiezingen werd een volksfrontregering gevormd (zonder de communisten) onder leiding van de liberaal Manuel Azaña. Azaña was van 1931 tot 1933 als een keer eerder premier van Spanje geweest. De volksfrontregering voerde tal van hervormingen door en stelde een landhervorming in het vooruitzicht. Dit stuitte op verzet van de rechtse partijen, maar ook van het politieke midden. In mei kwam president Alcala Zamora ten val. Hij werd als staatshoofd opgevolgd door Azaña die op zijn beurt weer werd opgevolgd als premier door de Galicische staatsman Santiago Casares Quiroga, een liberaal. Op 17 juli 1936 pleegden hoge militairen een staatsgreep die deels slaagde: hele delen van Spanje kwamen onder het gezag van een militaire junta. Andere delen van Spanje, waaronder de hoofdstad Madrid en Barcelona, bleven in handen van de republikeinse regering. Een bloedige burgeroorlog die ruim drie jaar zou duren was het gevolg. Deze oorlog werd uiteindelijk gewonnen door de nationalisten die sinds 1937 onder leiding stonden van generaal Francisco Franco. Franco werd in 1939 staatshoofd van Spanje. Zijn dictatuur over héél Spanje zou meer dan 35 jaar duren en al die tijd vonden er geen democratische verkiezingen (wel zogenaamde "organische verkiezingen") plaats. De eerstvolgende parlementsverkiezingen vonden uiteindelijk plaats na het herstel van de democratie op 3 mei 1977.